# Editorial Barcino
Editorial Barcino és una editorial que va ser fundada a Barcelona el setembre de 1924 per Josep Maria de Casacuberta, vinculat fins aleshores a l'Institut d'Estudis Catalans, amb el suport econòmic de Josep Maria Girona i Josep Vives i Gatell, amb la idea de divulgar els clàssics de la literatura catalana per a un públic no especialitzat, amb la idea de recuperar ensems l'esplendor de la llengua literària de l'edat d’or. Posteriorment, l'editorial s'ha dedicat a l'edició de clàssics de forma íntegra en edicions erudites i crítiques, a més d'apostar per a la traducció d'aquestes a altres llengües.
| «                         | Fins ara no s'havia atès suficientment a la divulgació dels nostres clàssics antics. Generalment, els nostres erudits, en editar les obres dels autors medievals, ho han fet amb un criteri purament científic, car llurs edicions anaven destinades a gent especialitzada en els estudis romànics. Creiem, però, que el nostre públic ha arribat a un nivell mitjà de cultura suficient per a comprendre la nostra antiga literatura, i perquè aquest contacte amb els autors medievals li sigui profitós. | » |
| — Josep M. de Casacuberta | |   |

## Història

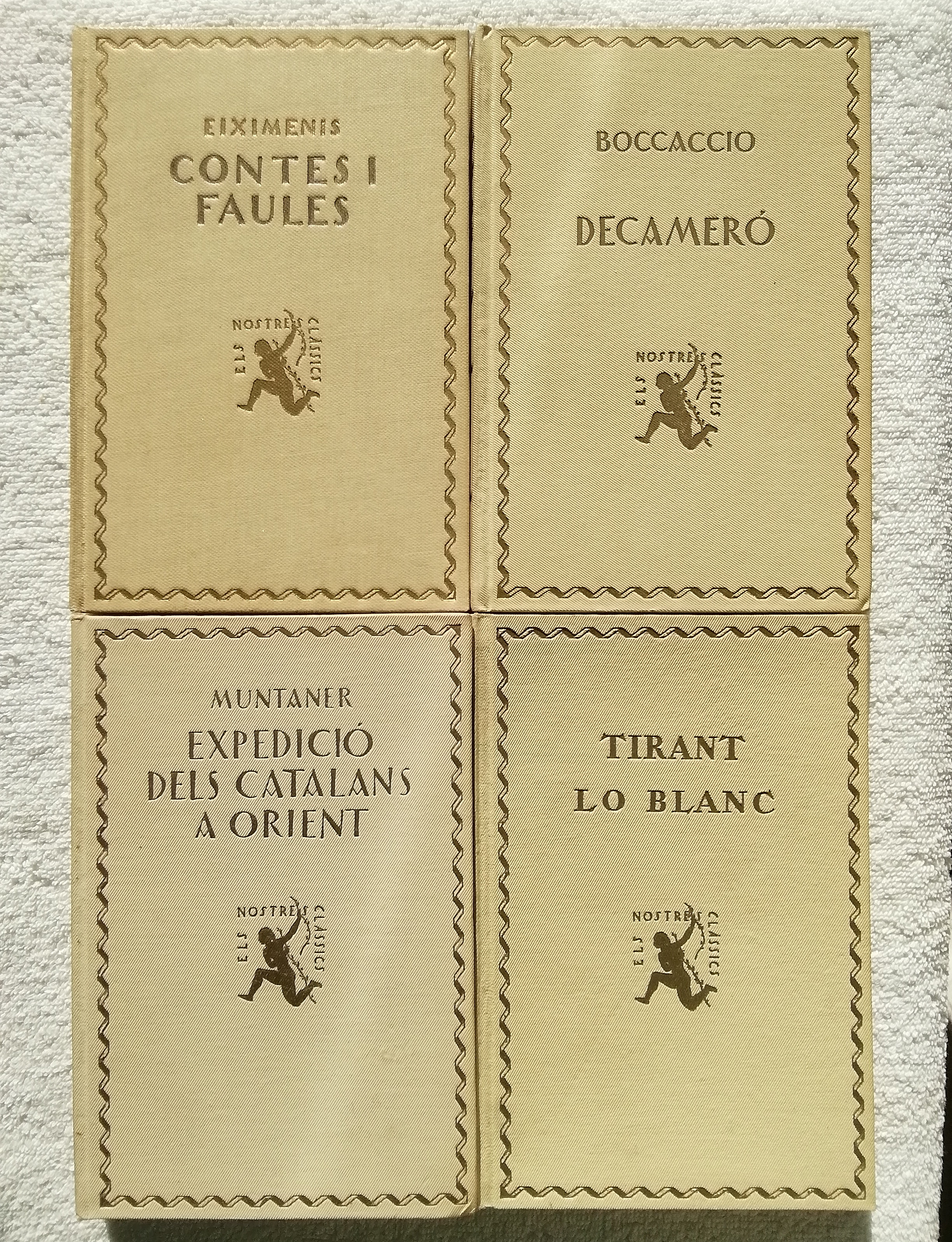
Mostra d'alguns títols publicats dins la Col·lecció Els Nostres Clàssics de l'Editorial Barcino als anys 1925 i 1926

Sota la inspiració de Pompeu Fabra i un any després de la fundació de la Col·lecció Fundació Bernat Metge, va començar la seva singladura editant la col·lecció Els Nostres Clàssics, dedicada als escriptors catalans antics: Amb dues mil pessetes, la primera obra publicada fou Lo somni de Bernat Metge, amb un tiratge aproximat de 2.000 exemplars malgrat les restriccions a la publicació en català imposades per la dictadura de Primo de Rivera, quan comprar un llibre en català esdevenia un acte de resistència.
La seu era aleshores a la rambla de Catalunya, 125, però poc després es traslladà al carrer de Petritxol, 3, i el 1925 al carrer de la Portaferrissa. Durant els primers anys hi treballà com a dependent el conegut militant nacionalista Miquel Ferrer Sanxis. Va comptar amb patrocinadors com Francesc Cambó i Rafael Patxot, però el principal suport econòmic provenia dels cabals del seu fundador i director.

### Abans de la guerra
Esperonats per les bones crítiques rebudes de La Publicitat i de gairebé un miler de subscriptors, el 1925 va iniciar la Col·lecció popular Barcino, de caràcter divulgatiu, el primer número de la qual fou Ortografia catalana de Pompeu Fabra. El 1926 començà també la col·lecció Enciclopèdia Catalunya, que preveia la publicació de 150 manuals per a l'estudi dels Països Catalans, amb la col·laboració de Carles Pi i Sunyer, Ferran Valls, Pau Vila i Dinarès, Josep Maria Batista i Roca, Lluís Nicolau d'Olwer i Raimon d'Abadal, entre d'altres. El mateix 1926 va iniciar la Col·lecció Sant Jordi, dedicada a la cultura cristiana, com les Confessions d'Agustí d'Hipona. El 1928 va continuar amb la sèrie Antologia, dedicada a escriptors catalans moderns talment Carles Riba, Emili Vilanova i Àngel Guimerà. El 1930 culminà amb «Els clàssics del món», on es proposava publicar col·leccions d'autors clàssics universals, encara que només assolí publicar obres de William Shakespeare, Frederic Mistral i Molière. Cap al 1936 l'editorial havia publicat al voltant de 280 títols.

### Postguerra
Durant la Guerra Civil espanyola Casacuberta no fou molestat, però l'activitat es va reduir a l'edició de 12 exemplars. Va refusar exiliar-se i les flamants autoritats franquistes van prohibir la majoria dels llibres publicats fins aleshores. Els primers nou anys de franquisme només va aconseguir de publicar Recuerdos y bellezas de España, de Pau Piferrer, i les Poesies de Lo Gaiter del Llobregat. El 1946 va reprendre l'edició d'Els Nostres Clàssics, el 1949 l'Enciclopèdia Catalunya i el 1951 la Col·lecció popular Barcino.
A la segona època foren iniciades la Biblioteca folklòrica Barcino (1951-1958, 17 exemplars), la Biblioteca verdagueriana (epistolari i obres inèdites de Jacint Verdaguer, 1953), la Biblioteca Renaixença (1959-1964, tres títols), la Biblioteca geogràfica Barcino (1962) i la Biblioteca filològica Barcino (1965). El 1950, per indicació de Josep Maria López-Picó i Octavi Saltor, es va fer càrrec de Publicacions de La Revista. El 1957 inicià la col·lecció Tramuntana, dedicada a les comarques del Pirineu català, i que serví com a pretext per a editar l'obra dels principals autors contemporanis de la Catalunya del Nord.
El 1956 començà l'edició dels Manuals lingüístics Barcino, que a partir del 1981 s'anomenaren Manuals lingüístics i literaris Barcino, destinats a facilitar l'aprenentatge del català per a castellans, francesos, italians i alemanys. El 1971 començà la Biblioteca algueresa, amb autors i temes de l'Alguer. Al marge d'aquestes destaquen els llibres Natura, ús o abús? Llibre blanc de la gestió de la natura als Països Catalans, i Flora dels Països Catalans.
Del 1972 ençà la continuació de l'editorial va ser assumida per la Fundació Lluís Carulla, continuant-hi Casacuberta com a director. A la seva mort el 1985, fou nomenat director Amadeu-Jesús Soberanas, qui va continuar l'edició de texts científics i d'interès lingüístic i històric, mantenint les col·leccions Biblioteca algueresa, Biblioteca filològica, Biblioteca geogràfica, Biblioteca Renaixença, Biblioteca verdagueriana i Col·lecció popular Barcino, tot creant-ne de noves com Biblioteca Baró de Maldà, amb texts posteriors a l'edat mitjana.
Sota la direcció de Joan Santanach i, posteriorment, d'Oriol Magrinyà, l'editorial Barcino va treballar en l'edició de clàssics catalans amb altres editorials, concretament amb Tamesis Books, filial de Boydell & Brewer, en anglès, amb DVD Ediciones en castellà, amb Lit Verlag en alemany, i amb Edizioni dell'Orso en italià. També ha presentat la col·lecció Tast de clàssics, que reescriu els autors medievals en català actual. A més, ha dut a terme iniciatives com la Col·lecció 7 Portes de receptaris històrics, que ha recuperat clàssics de la cuina nostrada com el Llibre de Sent Soví i el Llibre del coch.
El 2019 va fer donació del seu arxiu històric a la Biblioteca de Catalunya per posar-lo a l'abast dels seus usuaris i investigadors. El fons està constituït per més d'un centenar de capses i cronològicament abraça principalment el període comprès entre els anys 1970 i 1980 del segle xx.
El 2024, amb motiu del centenari de la seva fundació, l'editorial Barcino va impulsar la col·lecció Imprescindibles, amb fites com la reedició de Vida privada de Josep Maria de Sagarra o La punyalada de Marian Vayreda, la col·lecció Mirades, que s'aboca a crear nova tradició literària a partir dels clàssics, encarregant texts de creació a autories diverses perquè reflexionin sobre algun dels grans noms o grans obres de la literatura catalana, així com el relleu de L'Avenç com a editora de la revista Els Marges, en el seu cinquantè aniversari, i l'estrena de nous formats de difondre els clàssics en pòdcast i audiollibre.